# IC 2212
IC 2212 ist eine Balken-Spiralgalaxie vom Hubble-Typ SBa mit aktivem Galaxienkern im Sternbild Luchs am Nordsternhimmel. Sie ist schätzungsweise 378 Millionen Lichtjahre von der Milchstraße entfernt und hat einen Durchmesser von etwa 55.000 Lichtjahren.

Im selben Himmelsareal befinden sich u. a. die Galaxien IC 2211 und IC 2214.
Das Objekt wurde am 11. Februar 1898 von Stéphane Javelle entdeckt.